# Чужинець у раю
«Чужи́нець у раю́» (англ. Stranger in Paradise) — науково-фантастичне оповідання американського письменника Айзека Азімова, опубліковане 1974 року в журналі If. Оповідання ввійшло до збірок «Двохсотлітня людина та інші історії» (1976), «Все про роботів» (1982).

## Сюжет
Ентоні Сміт та Вільям Анти-Аут — повнорідні брати в постапокаліптичному світі, де в дефіциті генетичне різноманіття, і таке не схвалюється та є рідкісним (народження ж близнюків взагалі виключається). Ентоні та Вільям і лицями схожі, що привертає до них нездорову увагу.
Вільям — генетик, що намагається розгадати роботу мозку дітей-аутистів. Ентоні відповідає за розробку системи телеметрії для робота, який повинен одноосібно працювати на Меркурії. Затримка в часі для передачі сигналу унеможливлює людське управління роботом. Ентоні пропонує створити позитронний мозок, подібний на людський, але більш потужніший, для чого запрошують провідного гомологіста (спеціаліста по роботі мозку), яким виявляється його брат. Мозок буде громіздкий та управлятиме роботом із Землі.
Переборюючи взаємну антипатію, брати працюють разом. На випробуваннях в Аризоні робот проявляє себе дуже незграбно. Ентоні у відчаї, але Вільям запевняє, що робот готовий до своєї місії. Після висадки на Меркурії, робот обдивляється та починає працювати справно.
Секретом Вільяма виявилось використання, замість комп'ютерного, мозку дитини-аутиста, який він детально вивчив. Мозок цієї дитини замкнувся тільки з тієї причини, що йому не підходили земні умови.